# Бессарабская Социалистическая Советская Республика
Бессара́бская Социалисти́ческая Сове́тская Респу́блика (Бессара́бская ССР) — советская республика, основанная 11 мая 1919 года как автономная часть РСФСР, столицей стал город Одесса.

## История

### Предыстория
28 апреля 1919 года для защиты от оккупантов на заседании Политбюро ЦК КП(б)У было принято решение о сформировании Бессарабской Красной армии. 30 апреля Бессарабское бюро при Одесском комитете КП(б)У совместно с председателем Румчерода Владимиром Юдовским отчитывается в СНК УССР о постановлении «создать Бессарабский совнарком». Руководство новой ССР рассматривало её территорию как один из плацдармов для мировой революции.

### Создание республики
1 мая 1919 года правительства РСФСР и УССР направили правительству Румынии ноту, ультимативно потребовав вывода из Бессарабии румынских войск. Румыны не ответили, и тогда 5 мая 1919 года на территории Украины было создано Временное рабоче-крестьянское правительство Бессарабии председателем которого был назначен Иван Криворуков. В тот же день передовые части Красной Армии двинулись на западный берег Днестра и заняли ряд населённых пунктов. Но румынские войска, вопреки предварительным оценкам советских военачальников, оказались хорошо подготовленными. Они успешно отбили натиск красноармейцев, а затем отбросили их обратно, за Днестр.
Уже к утру 6 мая в Одессе произошло образование Временного рабоче-крестьянского правительства Бессарабии во главе с Иваном Криворуковым. Правительство издало манифест об образовании Бессарабской Советской республики.

### Административное деление
Бессарабская Советская Социалистическая Республика декретом от 11 мая 1919 года трактовалась как автономная часть РСФСР, столицей провозглашена Одесса. В состав Бессарабской ССР вошли волости Тираспольского уезда Херсонской губернии, Балтского и Ольгопольского уездов Подольской губернии бывшей Российской империи.

### Военные действия на территории республики
В начале мая в Бендерах и Кишиневе распространялись на румынском и французском языках большевистские агитационные открытки. Некоторые части Бессарабской дивизии начали наступление против оккупационных войск Антанты и Королевства Румыния, но на второй день наступление остановилось. Красные войска вынуждены были отступить на левый берег Днестра. 15 мая началось наступление Красной армии с целью оказания помощи советской Венгрии, форсирование Днестра советскими войсками и вступление на территорию Королевства Румыния, однако румынские войска оказались более подготовленными, на что не рассчитывали командиры Красной армии.
Румыны успешно отразили красноармейское наступление и отбросили советские силы на другой берег Днестра. Атаман Григорьев как командир 6-й Украинской стрелковой дивизии получает приказ о выводе подчиненных ему сил из Елисаветграда и переводе своих войск в Бессарабию.
7 мая на территории республики поднято антибольшевистское восстание. В 20-х числах мая правительство перемещается к границе Бессарабии.
27 мая Красная армия (около 150 чел.) — в основном, бывшие партизаны-бессарабцы, самочинно переправляются через Днестр из Паркан в Бендеры, к ним присоединяются рабочие, в первой половине дня они сумели добиться успеха, однако уже к вечеру остатки армии были выбиты на левый берег Днестра.
2 августа, с началом иностранной военной интервенции Польши и Франции столица была перенесена  из Одессы в Тирасполь, правительство находилось в железнодорожном вагоне на станции. При усложнении военной ситуации на Днестре в районе Тирасполя вагон с правительством переправлялся на другие станции Юго-Западных железных дорог. К концу августа красные формирования были зажаты между Армией УНР и Добровольческой армией. Из красных соединений формируется южная группа войск 12-й армии под командованием Ионы Якира, в конце августа начала пробиваться севернее основных сил Красной армии.
Республика прекратила своё существование в сентябре 1919 года. Польская оккупация региона продолжалась до 29 декабря 1920 года.

## Правительство
Правительство развернуло политическую и культурно-просветительскую работу среди бессарабских красных частей: направляло агитаторов, организаторов, а также литературу на территорию Бессарабии, издавало еженедельную газету «Красная Бессарабия», печатало листовки. Народные комиссариаты в основном занимались разработкой декретов Бессарабской ССР на основе законодательных актов РСФСР.
| Фото | Имя                 | Должность                                |
| ---- | ------------------- | ---------------------------------------- |
|      | Иван Криворуков     | Глава, народный комиссар внутренних дел. |
|      | Касперовский Г.     | Нарком образования.                      |
|      | Зельман Ушан        | Нарком финансов                          |
|      | Борис Гумперт       | Нарком земледелия                        |
|      | Александр Аладжанов | Нарком юстиции                           |